# Penguin no Mondai: Saikyou Penguin Densetsu!
Penguin no Mondai: Saikyou Penguin Densetsu! (ペンギンの問題 最強ペンギン伝説!?  lit. Líos de Pingüino: La Leyenda Fuertosa de Pingüino) es un videojuego de aventura para Nintendo DS. Fue publicado por Konami el 11 de diciembre de 2008, solo en Japón y el primer juego portátil que se basa en el manga y anime Líos de Pingüino.
- Datos: Q18170725